# 凝德堂
凝德堂是一座明代古民居，位于中国江苏省苏州市吴中区东山镇莫厘村翁巷殿新村建新（自然村）25号，是明代嘉靖、万历年间名医吴有性的故居，后该宅易主，先后属于席姓和严氏。
凝德堂占地1050平方米，建筑面积达872平方米，分为左中右三路，前后四进，现存中路的门屋（诊所铺面）、仪门、大厅，左路的书楼、客房，等建筑，右路的花厅、花园均已毁。大厅、仪门、门屋3座建筑的88幅苏式彩绘工艺精湛，保存良好。。
1950年代土改时期，除大厅、仪门、门厅的正间为公产外，其后楼、书楼、及门厅的左右边次间，分给4户居民。1970年代后楼拆除改建。1980年代，产权大多改属国有。
1982年3月，凝德堂公布为第三批江苏省文物保护单位。2006年5月，凝德堂与怀荫堂、明善堂合并公布为第六批全国重点文物保护单位，名称“东山民居”。